# Phaonia dorsolineatoides
Phaonia dorsolineatoides este o specie de muște din genul Phaonia, familia Muscidae, descrisă de Ma și Xue în anul 1992.
Este endemică în Shaanxi. Conform Catalogue of Life specia Phaonia dorsolineatoides nu are subspecii cunoscute.